# Piotr Molenda
Piotr Molenda (* 3. März 1962 in Bielsko-Biała, Polen) ist ein ehemaliger polnischer Tischtennisspieler. In den 1980er Jahren nahm er an zwei Weltmeisterschaften und einmal an Olympischen Spielen teil. Später spielte er in der deutschen Bundesliga.

## Werdegang
Piotr Molenda spielte bei den polnischen Vereinen BKS Stal Bielsko-Biała (1973–1976) und Tworzenie AZS Gliwice (1977–1988), mit dem er 1987 Polnischer Mannschaftsmeister wurde. 1984 gewann er die nationale Meisterschaft im Mixed mit Ewa Poźniak, 1985 im Doppel mit Stefan Dryszel.
1981 und 1987 wurde Piotr Molenda für die Teilnahme an den Weltmeisterschaften nominiert. In den Individualwettbewerben kam er nicht in die Nähe von Medaillen, mit der polnischen Mannschaft erreichte er 1981 Platz acht und 1987 Platz fünf. Bei der Europameisterschaft 1984 kam er im Teamwettbewerb bis ins Endspiel.
1988 qualifizierte er sich für die Teilnahme am Einzelwettbewerb der Olympischen Spiele in Seoul. Hier siegte er gegen Sherif El-Saket (Ägypten) und Jorge Gambra (Chile), verlor jedoch gegen Kiyoshi Saito (Japan), Kamlesh Mehta (Indien), Mariano Domuschiev (Bulgarien), Kim Ki-taik (Südkorea) und Jörgen Persson (Schweden). Somit kam er in der Vorgruppe auf Platz sechs und schied aus.
1990 schloss er sich dem deutschen Verein 1. FC Bayreuth an, der damals noch in der Regionalliga spielte. 1991 wechselte er zu TTF Ochsenhausen in die Bundesliga, zwei Jahre später kehrte er zum FC Bayreuth zurück, wo er am Aufstieg in die 1. BL mitwirkte. 1996/97 verhalf er dem Team von TTK Würzburger Hofbräu ebenfalls zum Aufstieg in die 1. Bundesliga.
Weitere Vereinsstationen waren SV Adelsried (1997), Fortuna Passau (2000), DJK Altdorf (2003) und TTC Tiefenlauter (2006), wo er noch heute (2015) aktiv ist.

## Privat
Piotr Molenda ist seit 1991 verheiratet und hat einen Sohn.

## Turnierergebnisse
| Verband | Veranstaltung       | Jahr | Ort       | Land | Einzel           | Doppel       | Mixed        | Team |
| ------- | ------------------- | ---- | --------- | ---- | ---------------- | ------------ | ------------ | ---- |
| POL     | Europameisterschaft | 1984 | Moskau    | URS  |                  |              |              | 2    |
| POL     | Olympische Spiele   | 1988 | Seoul     | KOR  | sofort ausgesch. | keine Teiln. |              |      |
| POL     | Weltmeisterschaft   | 1987 | New Delhi | IND  | letzte 64        | Qual         | keine Teiln. | 5    |
| POL     | Weltmeisterschaft   | 1981 | Novi Sad  | YUG  | Qual             | keine Teiln. | keine Teiln. | 8    |